# Akiruno

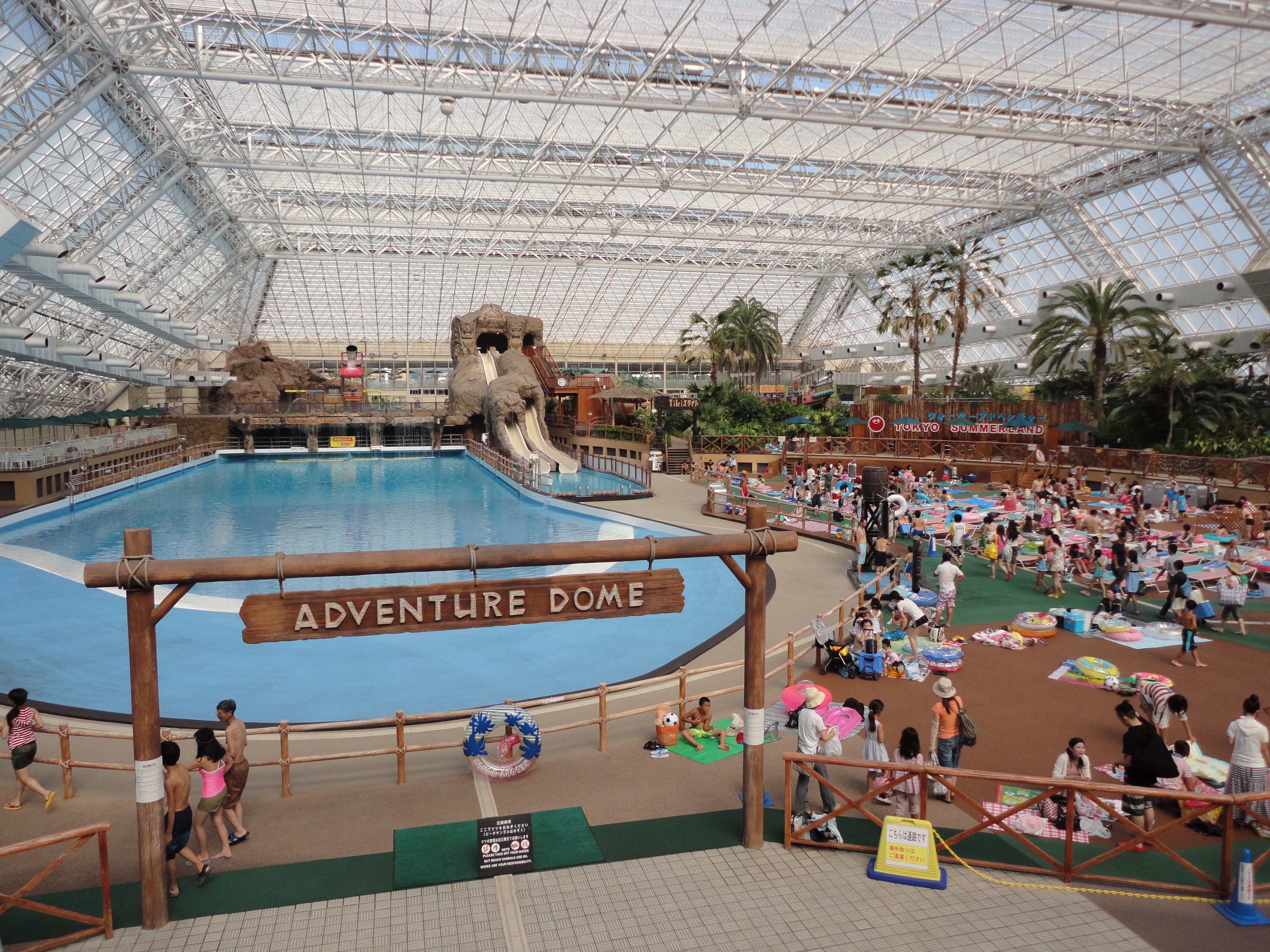
Tokyo Summerland

Akiruno (あきる野市, Akiruno-shi) és una ciutat i municipi del Tòquio occidental, a la metròpolis de Tòquio, a la regió de Kanto, Japó. La ciutat és un popular destí turístic de muntanya i natura dins de Tòquio.

## Geografia
La ciutat d'Akiruno es troba localitzada als peus dels monts d'Okutama, a la part occidental de la regió del Tòquio occidental. Els rius Aki i Hirai passen per la ciutat. El terme municipal d'Akiruno limita amb els de Hachiōji al sud, amb Fussa i Hamura a l'est, amb Hinode i Ōme al nord i amb Okutama i Hinohara a l'oest.

## Història
La ciutat d'Akiruno va ser fundada l'1 de setembre de 1995. La ciutat es va assentar en el 1995 al costat de la frontera amb la ciutat d'Akinawa i Itsukaichi. La ciutat d'Akigawa va ser establerta al poble d'Akita en el 1995 al costat d'Higashi-akiru, Nishi-akiru, i Tasai, que més tard pujarien a la categoria de ciutat i serien reanomenades en el 1972.

## Administració

### Batlles
| Nom | Nom             | Inici | Fi   |
| --- | --------------- | ----- | ---- |
|     | Masao Tanaka    | 1995  | 2007 |
|     | Takashi Usui    | 2007  | 2015 |
|     | Toshikazu Sawai | 2015  | 2019 |
|     | Hideyuki Muraki | 2019  | Ara  |

## Demografia
| 1920   | 1930   | 1940   | 1950   | 1960   | 1970   | 1980   |
| ------ | ------ | ------ | ------ | ------ | ------ | ------ |
| 19.363 | 21.127 | 21.827 | 28.162 | 29.286 | 45.187 | 62.810 |
| 1990   | 2000   | 2010   | 2020   | 2030   | 2040   | 2050   |
| 71.940 | 78.351 | 80.877 | 79.680 | -      | -      | -      |

## Educació
En Akiruno existeixen diverses escoles primàries i secundàries. El Departament d'Educació del Govern Metropolità de Tòquio es fa càrrec de les escoles secundàries públiques. Dues de les més importants són el Akirudai High School i Itsukaichi High School.

## Transport

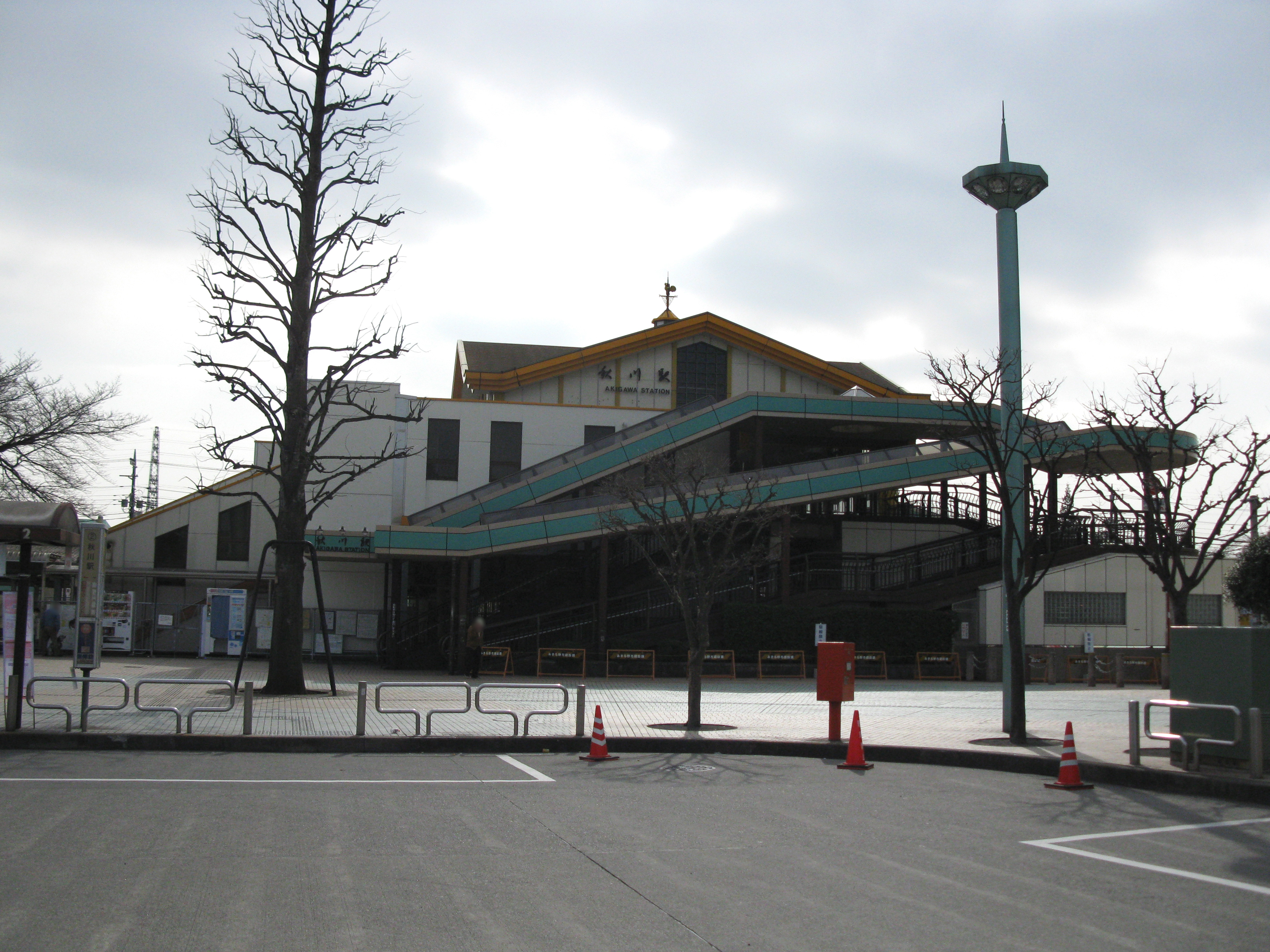
Estació d'Akigawa

### Ferrocarril
- Companyia de Ferrocarrils del Japó Oriental (JR East)
  - Higashi-Akiru - Akigawa - Musashi-Hikida - Musashi-Masuko - Musashi-Itsukaichi

### Carretera
- Autopista Metropolitana de Tòquio
- N-411
- TK-7 - TK-29 - TK-31 - TK-32 - TK-33 - TK-46 - TK-61 - TK-163 - TK-165 - TK-166 - TK-168 - TK-169 - TK-176 - TK-184 - TK-185 - TK-201 - TK-250

## Agermanaments
- Kurihara, prefectura de Miyagi, Japó. (11 de febrer de 1985)
- Ōshima, subprefectura d'Ōshima, Tòquio, Japó. (14 d'abril de 1985)
- Marlborough, Massachusetts, EUA. (3 de novembre de 1998)